# Jiang Xingyu
Jiang Xingyu (chiń. 姜星宇; ur. 16 marca 1987 w Yantai) – chiński lekkoatleta specjalizujący się w rzucie oszczepem. 
W 2010 zajął piątą lokatę w igrzyskach azjatyckich. Medalista mistrzostw Chin – srebro w 2008,  2010 i 2011.
Rekord życiowy: 79,55 (17 lipca 2011, Nanchang). 

## Osiągnięcia
| Rok  | Impreza             | Miejsce | Pozycja    | Rezultat |
| ---- | ------------------- | ------- | ---------- | -------- |
| 2010 | Igrzyska azjatyckie | Kanton  | 5. miejsce | 77,17    |